# Лунинский сельсовет (Брестская область)
Лунинский сельсовет (белор. Лунінскі сельсавет) — административная единица на территории Лунинецкого района Брестской области Беларуси. Административный центр — агрогородок Лунин.

## Состав
Лунинский сельсовет включает 6 населённых пунктов:
- Вулька-1 — агрогородок
- Дубовка — деревня
- Лобча — агрогородок
- Лунин — агрогородок
- Мелесница — деревня
- Полесский — агрогородок